# Diplotaxis vandykei
Diplotaxis vandykei är en skalbaggsart som beskrevs av Patricia Vaurie 1958. Diplotaxis vandykei ingår i släktet Diplotaxis och familjen Melolonthidae. Inga underarter finns listade i Catalogue of Life.